# Стобець (Свентокшиське воєводство)
Стобець (пол. Stobiec) — село в Польщі, у гміні Іваніська Опатовського повіту Свентокшиського воєводства.
Населення — 323 особи (2011).
У 1975-1998 роках село належало до Тарнобжезького воєводства.

## Демографія
Демографічна структура на день 31 березня 2011 року:
|          | Загалом | Допрацездатний вік | Працездатний вік | Постпрацездатний вік |
| -------- | ------- | ------------------ | ---------------- | -------------------- |
| Чоловіки | 168     | 30                 | 111              | 27                   |
| Жінки    | 155     | 33                 | 75               | 47                   |
| Разом    | 323     | 63                 | 186              | 74                   |